# Hongshuia microstomatus
Hongshuia microstomatus är en fiskart som först beskrevs av Wang och Chen, 1989.  Hongshuia microstomatus ingår i släktet Hongshuia och familjen karpfiskar. Inga underarter finns listade i Catalogue of Life.